# Retjons (rivière)
Pour les articles homonymes, voir Retjons (homonymie).
Le Retjons est un ruisseau qui traverse le département des Landes et un affluent droit de la Midouze dans le bassin versant de l'Adour.

## Hydronymie
Le nom du Retjons vient de l'Antiquité. Les peuples se servaient du Retjons comme frontière, en gallo-romain on utilisait le substantif regiones pour désigner les frontières, souvent concrétisées par des ruisseaux.

## Géographie
D'une longueur de 31,4 kilomètres, il prend sa source sur la commune de Rion-des-Landes (Landes), à l'altitude 84 mètres sous le nom de ruisseau d'Estuchat.
Il coule du nord-ouest vers le sud-est et se jette dans la Midouze à Bégaar (Landes), à l'altitude 12 mètres.

## Communes et cantons traversés
Dans le département des Landes, le Retjons traverse cinq communes et un canton, dans le sens amont vers aval : Rion-des-Landes (source), Beylongue, Carcen-Ponson, Tartas et Bégaar (confluence).
Soit en termes de cantons, le Retjons prend source et conflue dans le canton de Tartas-Ouest.

## Affluents
Le Retjons a six affluents référencés :
- le ruisseau du Braou de Lasserre (rg), 7,3 km sur Lespéron et Rion-des-Landes ;
- le ruisseau de Maubay (rg), 5,1 km sur Rion-des-Landes ;
- le ruisseau de Prit (rg), qui conflue sur Rion-des-Landes ;
- le ruisseau d'Herrès (rg), qui conflue sur Beylongue ;
- la rigole de Mandrans (rd), qui conflue sur Carcen-Ponson ;
- le ruisseau du Sarrailh (rd), qui conflue sur Bégaar.